# متحف كارنيغي للتاريخ الطبيعي
متحف كارنيجي للتاريخ الطبيعي، يقع في 4400 شارع فوربس في حي اوكلاند بيتسبرغ ولاية بنسيلفانيا، الولايات المتحدة الأمريكية، تأسس من قِبل القائم على الصناعة اندرو كارنيجي في بيتسبرغ في عام 1896. وهو مصنف بين أفضل خمس متاحف للتاريخ الطبيعي في الولايات المتحدة.
يتكون المتحف من 115.000 قدم مربع (10.700 م²) منظمة على هيئة 20 صالة عرض، ومكتبة، ومساحات مكتبية. يحتوي المتحف على نحو 22 مليون عينة، منها حوالي 10.000 عينة متاح رؤيتها في أي وقت من الأوقات، وحوالي 1.000.000 عينة مفهرسة في قواعد البيانات على الإنترنت. في عام 2008 استضاف المتحف 386300 شخص و63.000 زيارة مدرسية. يشارك طاقم التعليم الخاص بالمتحف بنشاط في التوعية عن طريق السفر إلى المدارس في جميع أنحاء غرب ولاية بنسلفانيا.
صنع المتحف التاريخ أول مرة عام 1899 عندما اكتشف علماؤه حفريات من ديبلودوكس. يتضمن المتحف اليوم أكبر مجموعة ديناصورات في العالم من ديناصورات العصر الجوراسي، الديناصورات الموجودة في متحف كارنيجي للتاريخ الطبيعي تمثل ثالث أكبر مجموعة من الديناصورات تم احصائها في الولايات المتحدة الأمريكية (يلي المتحف الوطني للتاريخ الطبيعي (واشنطن) الذي يتم ادارته بواسطة مؤسسة سميثسونيان والمتحف الأمريكي للتاريخ الطبيعي). تتضمن العينات البارزة في المتحف واحدة من حفريات العالم لأباتوصور يافع، أول احفورة في العالم للتيرانوصور، وأنواع متعارف عليها حديثاَ من الأوفيرابتورسوريا تُدعى انزو ويليا.
قامت فرق البحث والتي تتضمن علماء كارنيجي سابقين ببعض الاكتشافات الهامة مثل بويجيلا دارويني، كاستروكودا لوتراسيميليس، وهادروكيديام.